# Луций Корнелий Хризогон
Луций Корнелий Хризогон (на латински: Lucius Cornelius Chrysogonus; † 80 пр.н.е.) е гръцки освободен роб на римския диктатор Луций Корнелий Сула през 1 век пр.н.е.
Заедно с Тит Росций Капитон и Тит Росций Магн той убива заможния римлянин Секст Росций от Америя в Умбрия и след това го поставя в проскрипционния списък през 82 пр.н.е., за да си присвои големите му имоти.
Чрез проскрипцията синът на убития Секст Росций Младши загубва правото си на наследство. Тримата решават също да го убият, но той избягал в Рим. Тогава Хризогон го обвинява в убийство на баща му. Никой не искал заради диктатора Сула да го защитава. Тогава Марк Тулий Цицерон поема защитата и доказва пред съдиите през 80 пр.н.е. в защитната си реч Pro Sexto Roscio Amerino, че обвиненият е невинен. Процесът донася на младия и още непознат Цицерон голяма слава.